# Артур Г'юз
Артур Г'юз (англ. Arthur Hughes; 27 січня 1831, Лондон — 23 грудня 1915, Лондон) — англійський художник та ілюстратор, належав до прерафаелітів.

## Життєпис
Артур Г'юз народився 27 січня 1831 року в Лондоні. Рано виявив здібності до малювання і у 1846 році вступив до художньої школи у Сомерсет-Гаусі. Вже через рік вступив до античного класу «Школи мистецтв» при Королівській академії мистецтв, де у 1849 році був удостоєний срібної медалі за малюнок на античний сюжет. Перша його картина «Місідора» була вивішена в Королівській академії, коли йому було всього 17 років.
У Королівській академії мистецтв він зустрів Джона Еверетта Мілле і Голмана Ганта, і став одним з членів групи художників-прерафаелітів.
У 1855 році Г'юз одружився з Трифеною Фурд. Г'юз був ніжним чоловіком і батьком шістьох дітей. Помер Г'юз у Лондон 23 грудня 1915 року.
Його дружина пережила його на шість років. Після її смерті дочка художника Емілі, яка жила з нею, змушена була перебратися в більш скромне житло, попередньо знищивши безліч підготовчих ескізів батька, його чорнові записи та всю приватне листування.

## Творчість
Артур Г'юз був не тільки талановитим художником, а й блискучим ілюстратором. Пік його графічної кар'єри припадає на 1860-і роки, коли він активно співпрацював з журналами, а також оформив цілий ряд книг, переважно дитячих.
Вплив прерафаелізму помітно як в стилістиці його робіт, так і у виборі тем, традиційних для художників кола прерафаелітів: «Офелія», «Леді шалотт», «Лицар Сонця», «Прекрасна безсердечна дама», «Сер Ґалагад». Творчість Г'юза розвивалося в період, коли прерафаеліти, зокрема, Россетті і художники його кола, були захоплені середньовічними легендами. У 1857 році Г'юз разом з Росетті, Морісом і Берн-Джонсом брав участь у розписі стін Оксфордського Союзу сюжетами з легенд про короля Артура.
Найвідомішою роботою Г'юз мабуть є, його полотно «Квітнева любов». Картина привела в захват багатьох прерафаелітів.
Г'юз був скромною і не амбітною людиною. Він не тримав зла на Королівську академію, яка неодноразово відхиляла його картини, що він подавав на її виставки. Він не був членом Королівська академія мистецтв і навіть не робив спроб стати ним. У житті Г'юз був м'яким, доброзичливим людиною. Всі ці якості знайшли відображення в його роботах, повних гармонії та спокою. Данте Габрієль Росетті писав про нього: 
| «Якби мені запропонували назвати серед своїх численних знайомих саму приємну і нехитру, вільну від ненависті, злоби і заздрості людину, я, поза всяких сумнівів, зупинив би свій вибір на містера Г'юзі». |
У творчому доробку Г'юз близько 700 картин і малюнків, та більш ніж 750 книжкових ілюстрацій.

## Картини

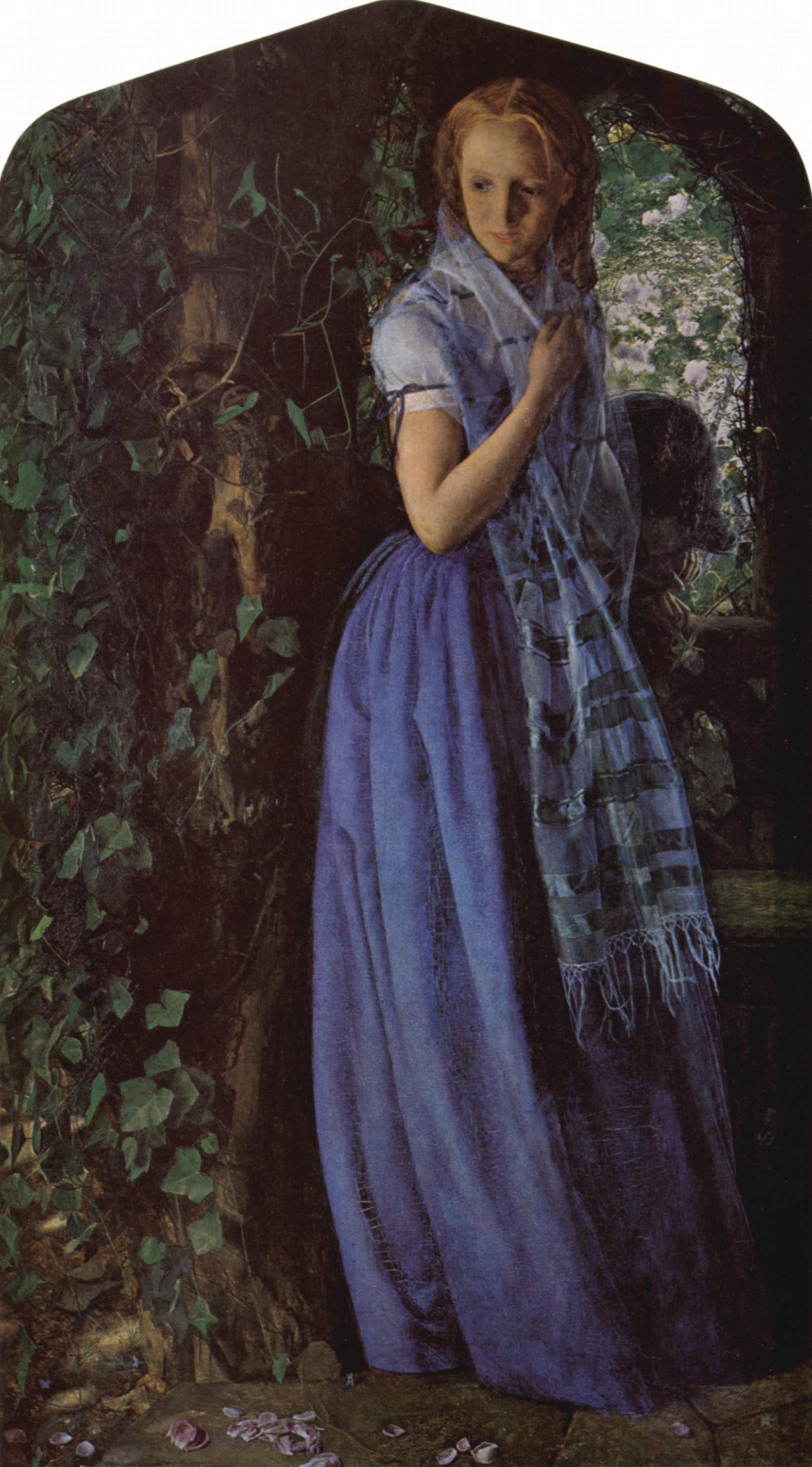
«Квітнева любов», (1856)
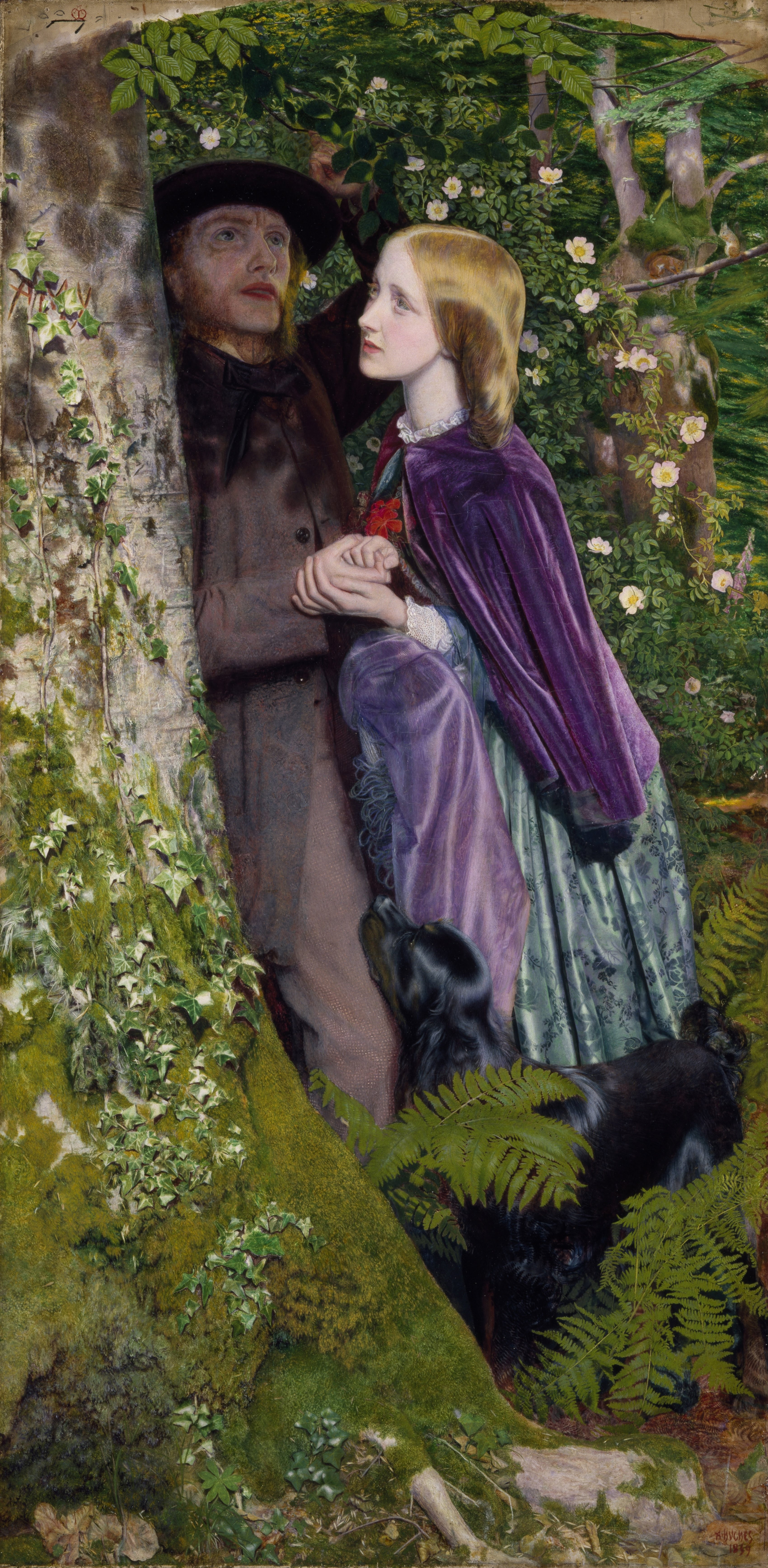
«Тривалі заручини», (1859)
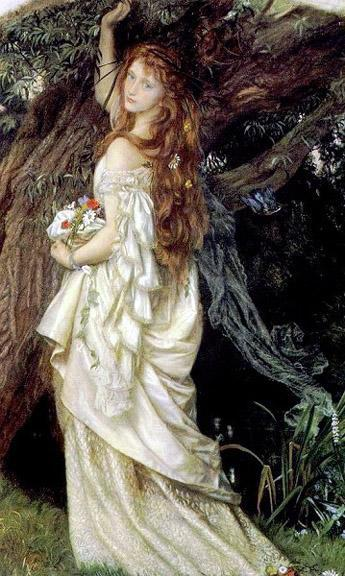
«Офелія»
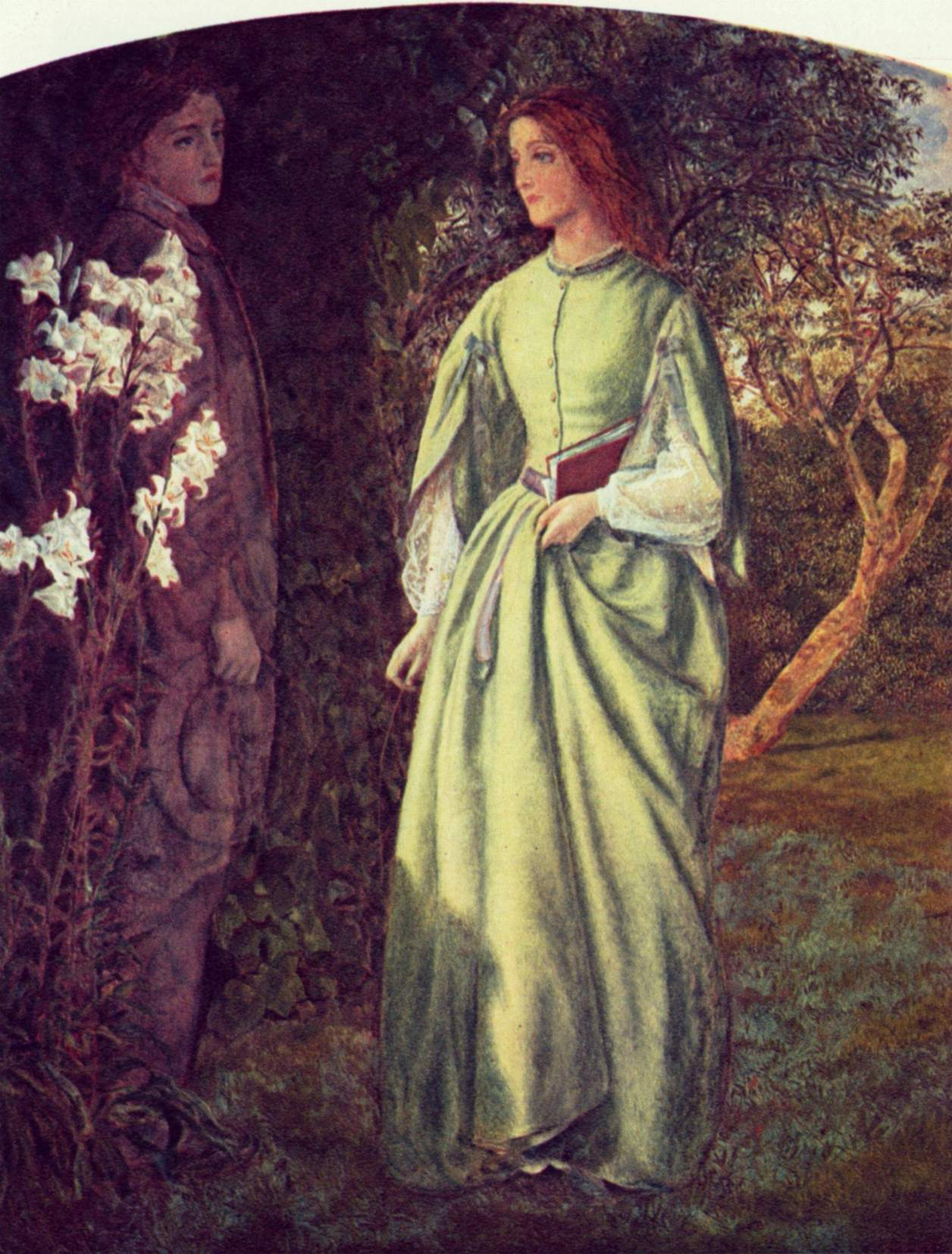
Побачення (1845)
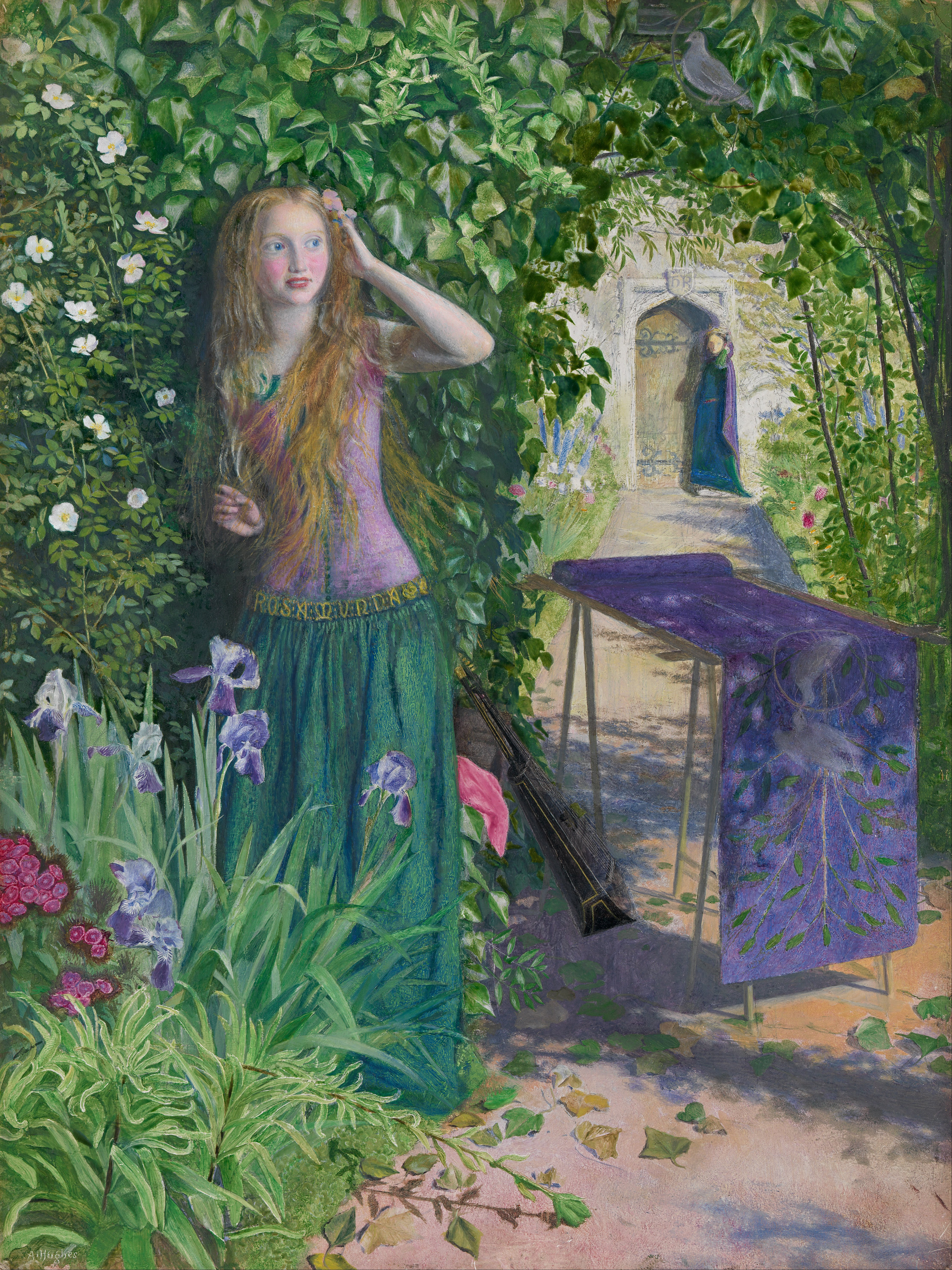
«Розамунда»
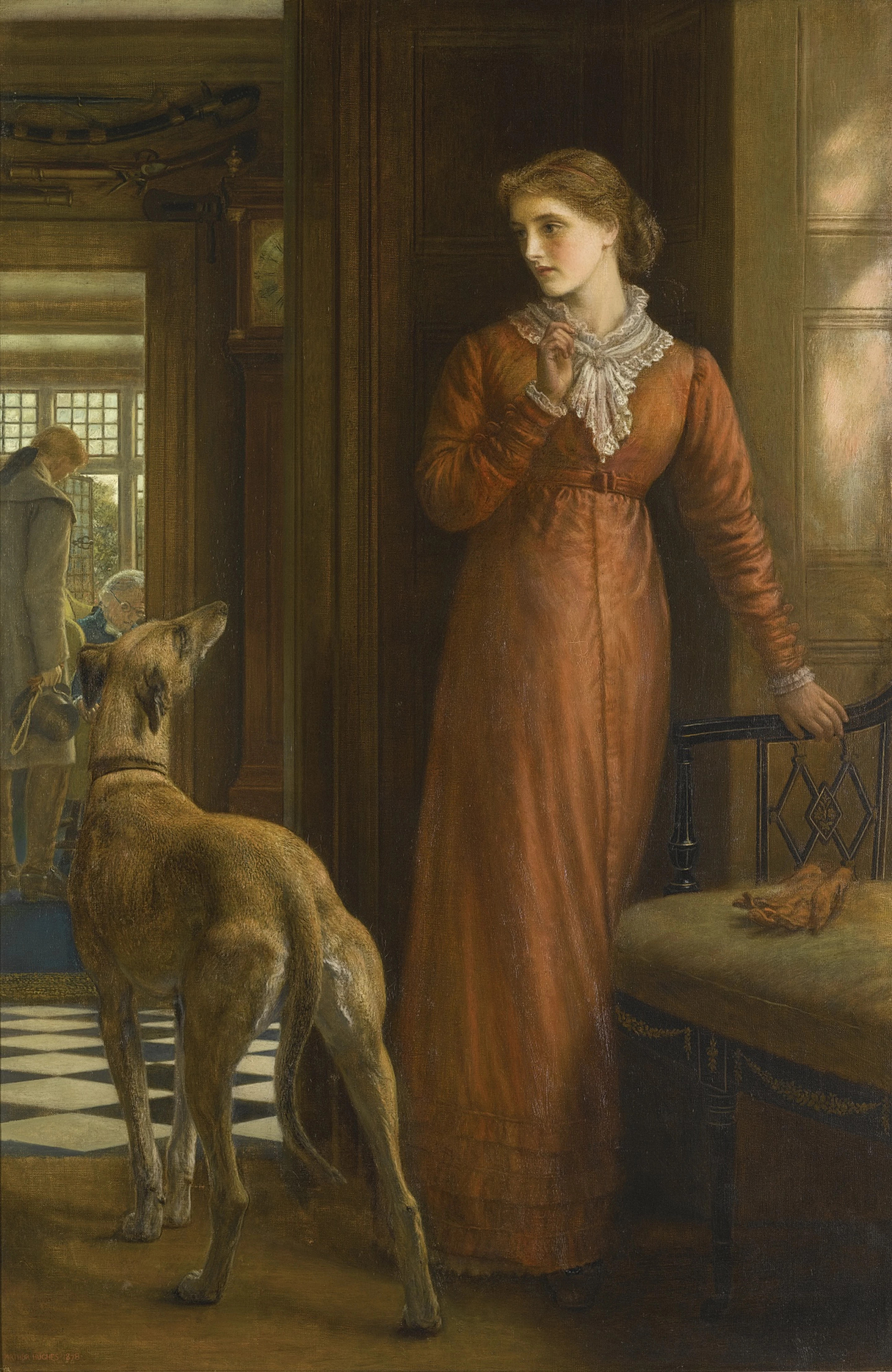
«Невизначеність»
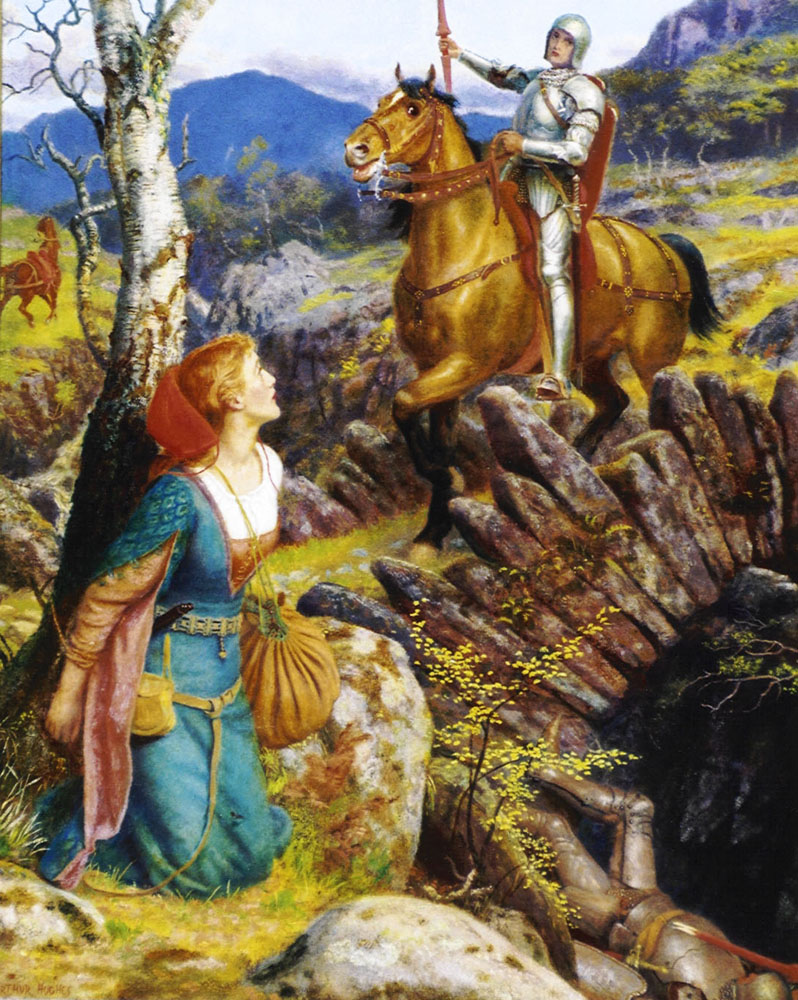
«Поразка Рудого лицаря» (1908)
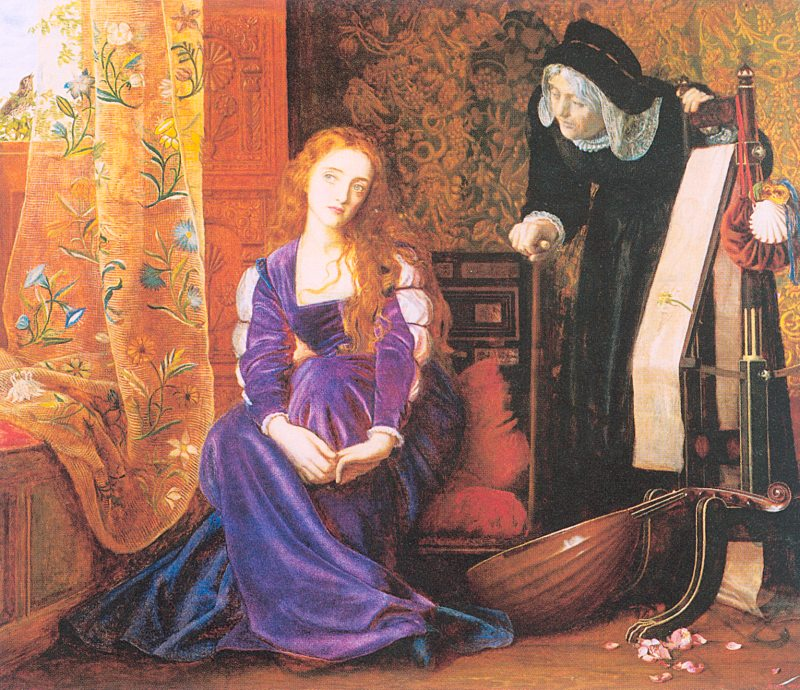
«Хворе серце» (1867-1868)
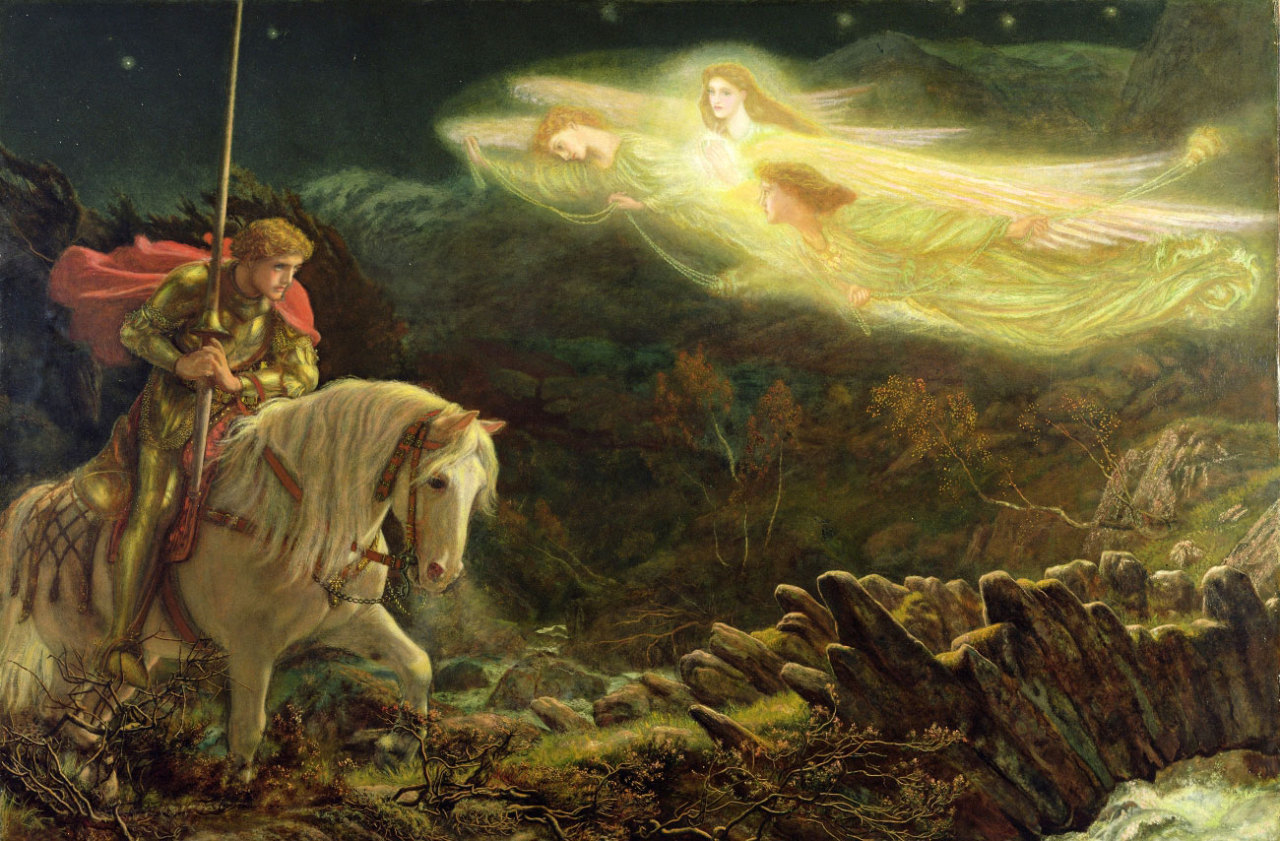
«Сер Ґалагад» (1865-1870)
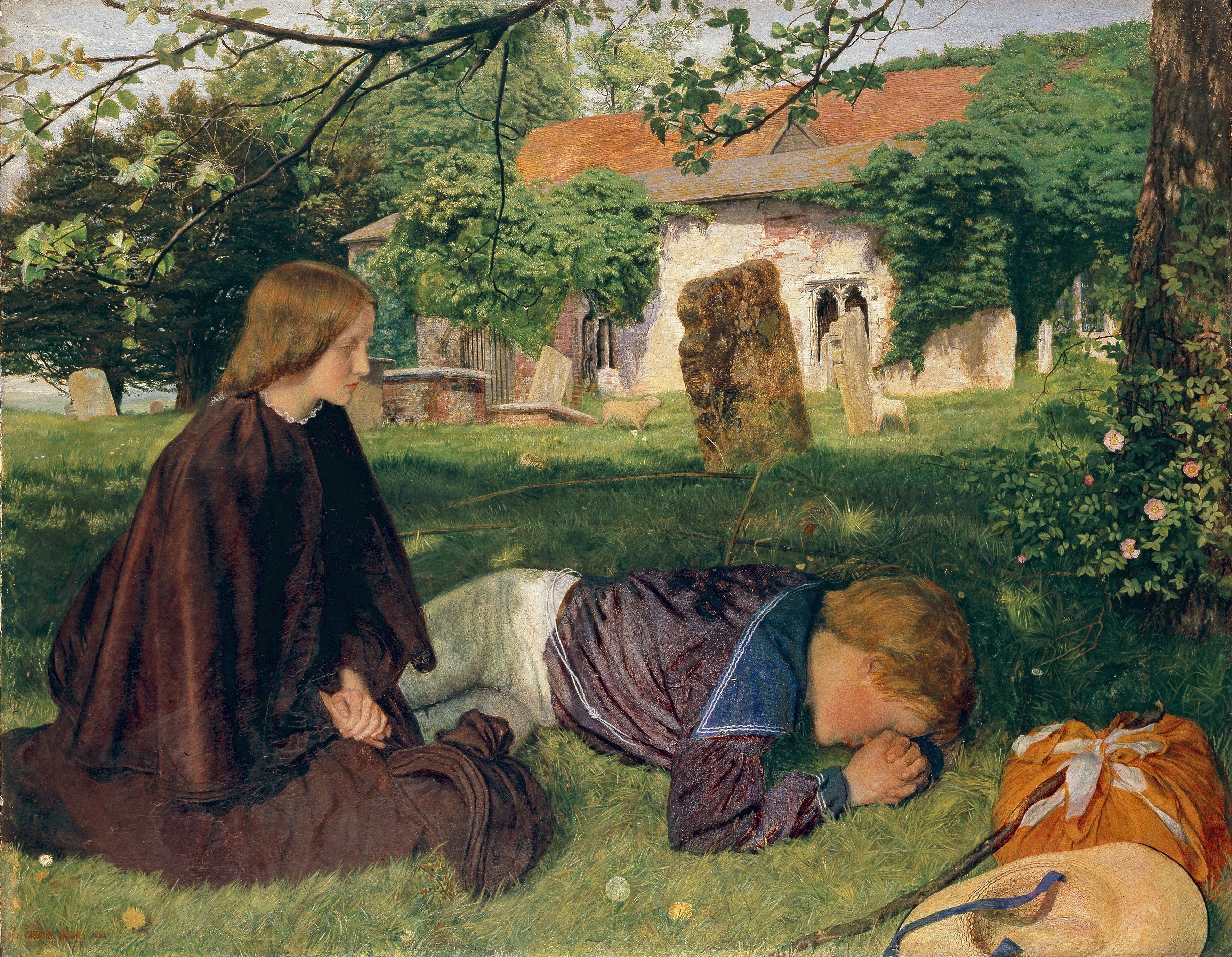
«Повернувшись з моря» (1862)